# Albumy numer jeden w roku 1949 (USA)
Lista najlepiej sprzedających się albumów w Stanach Zjednoczonych w 1949 tworzona przez magazyn Billboard.

## Historia notowania
| Data publikacji | Album               | Artysta           |
| --------------- | ------------------- | ----------------- |
| 1 stycznia      | Merry Christmas     | Bing Crosby       |
| 8 stycznia      | Merry Christmas     | Bing Crosby       |
| 15 stycznia     | Merry Christmas     | Bing Crosby       |
| 22 stycznia     | Vaughn Monroe Sings | Vaughn Monroe     |
| 29 stycznia     | Roses In Rhythm     | Frankie Carle     |
| 5 lutego        | Vaughn Monroe Sings | Vaughn Monroe     |
| 12 lutego       | Words and Music     | Ścieżka dźwiękowa |
| 19 lutego       | Words and Music     | Ścieżka dźwiękowa |
| 26 lutego       | Words and Music     | Ścieżka dźwiękowa |
| 5 marca         | Words and Music     | Ścieżka dźwiękowa |
| 12 marca        | Words and Music     | Ścieżka dźwiękowa |
| 19 marca        | Kiss Me, Kate       | Original Cast     |
| 26 marca        | Words and Music     | Ścieżka dźwiękowa |
| 2 kwietnia      | Kiss Me, Kate       | Original Cast     |
| 9 kwietnia      | Kiss Me, Kate       | Original Cast     |
| 16 kwietnia     | Kiss Me, Kate       | Original Cast     |
| 23 kwietnia     | Kiss Me, Kate       | Original Cast     |
| 30 kwietnia     | Kiss Me, Kate       | Original Cast     |
| 7 maja          | Kiss Me, Kate       | Original Cast     |
| 14 maja         | Kiss Me, Kate       | Original Cast     |
| 21 maja         | Kiss Me, Kate       | Original Cast     |
| 28 maja         | Kiss Me, Kate       | Original Cast     |
| 4 czerwca       | South Pacific       | Original Cast     |
| 11 czerwca      | South Pacific       | Original Cast     |
| 18 czerwca      | South Pacific       | Original Cast     |
| 25 czerwca      | South Pacific       | Original Cast     |
| 2 lipca         | South Pacific       | Original Cast     |
| 9 lipca         | South Pacific       | Original Cast     |
| 16 lipca        | South Pacific       | Original Cast     |
| 23 lipca        | South Pacific       | Original Cast     |
| 30 lipca        | South Pacific       | Original Cast     |
| 6 sierpnia      | South Pacific       | Original Cast     |
| 13 sierpnia     | South Pacific       | Original Cast     |
| 20 sierpnia     | South Pacific       | Original Cast     |
| 27 sierpnia     | South Pacific       | Original Cast     |
| 3 września      | South Pacific       | Original Cast     |
| 10 września     | South Pacific       | Original Cast     |
| 17 września     | South Pacific       | Original Cast     |
| 24 września     | South Pacific       | Original Cast     |
| 1 października  | South Pacific       | Original Cast     |
| 8 października  | South Pacific       | Original Cast     |
| 15 października | South Pacific       | Original Cast     |
| 22 października | South Pacific       | Original Cast     |
| 29 października | South Pacific       | Original Cast     |
| 5 listopada     | South Pacific       | Original Cast     |
| 12 listopada    | South Pacific       | Original Cast     |
| 19 listopada    | South Pacific       | Original Cast     |
| 26 listopada    | South Pacific       | Original Cast     |
| 3 grudnia       | South Pacific       | Original Cast     |
| 10 grudnia      | South Pacific       | Original Cast     |
| 17 grudnia      | South Pacific       | Original Cast     |
| 24 grudnia      | Merry Christmas     | Bing Crosby       |
| 31 grudnia      | Merry Christmas     | Bing Crosby       |